# Latosaari (ö i Birkaland, Övre Birkaland, lat 62,02, long 24,44)
Latosaari är en ö i Finland. Den ligger i sjön Ajosjärvi och i kommunen Mänttä-Filpula i den ekonomiska regionen  Övre Birkalands ekonomiska region  och landskapet Birkaland, i den södra delen av landet, 210 km norr om huvudstaden Helsingfors. Öns area är 1,1 hektar och dess största längd är 150 meter i sydväst-nordöstlig riktning.